# Erdélyi József (főjegyző)
Erdélyi József (Eger, 1827. március 17. – Eger, 1869. május 17.) író, vármegyei főjegyző.

## Életpályája
Erdélyi Imrének, heves megye és Szolnok megye táblabírájának fia volt. A gimnáziumot Egerben végezte, s az 1840-es években Pestre ment az egyetemre jogot hallgatni; ekkor pisztoly-bárbajt vívott egy jurátus társával a városligetben s golyót kapott mellébe, mely tüdején keresztül menve válla lapockájában akadt meg; hetekig eszméletlenül feküdt; esete akkor nagy feltűnést keltett és József nádor is naponként értesítést kívánt állapotáról, Balassa tanár megmentette életét, de a golyó élete végéig testében maradt. Azután Heves megye aljegyzője lett. A szabadságharcban huszár volt, részt vett több csatában és Komáromban Klapka György táborkarához tartozott. A szabadságharc után mint kapitány tért haza; sok összeütközése volt egy zsandár basával, Schwarzer századossal, ki őt több ízben elfogatta s Pestre kísértette. A rémuralom és elnyomatás korszakában az irodalomnak élt. 1861-ben előbb tiszteletbeli, azután valóságos megyei főjegyző volt. A kancelláriai leiratra akkor keletkezett megyei feliratok és határozatok közt Heves megye erőteljes határozata mindenfelé nagy figyelmet gerjesztett. Ezen határozat Erdélyi tollából került ki. Midőn 1867-ben a törvényhatóságok termei ismét kitárultak a közönség előtt, Erdélyi ismét főjegyzővé választatott. Nagy pártolója volt az irodalomnak, művészeteknek és sok szép olajfestményt szerzett össze. Fölváltva lakott Pesten és Egerben. Családi életében boldog volt, bár sokszor érte szerencsétlenség. Két nejét vesztette el néhány év alatt s azután a másodiknak nővérével (Ferenczy Máriával) lépett házasságra, ki özvegyen maradt.

## Munkái
Erdélyi József színmüvei. A rajongók, ered. társalg. dr. és Villám Bandi, énekes népszinmű. Eger, 1863.
Szerkesztette az Egri Posta című hetilapot 1862. jún. 1-től júl. 12-ig.
Már ifjú korában, még alig végezve iskoláit, irogatni kezdett a szépirodalmi lapokba; politikai czikkeket irt Hevesmegye érdekében a Márczius Tizenötödikébe (1848.), Tiszaháti népdalokat a Pesti Röpivekbe (1850.), verset és különösen sok beszélyt a Hölgyfutárba (1854–56. 1858.), Budapesti Viszhangba (1856.), Szépirodalmi Közlönybe (1857–58.), Napkeletbe (1857. 1860.), Délibábba (1857.), Divatcsarnokba (1859.), Vasárnapi Ujságba (1859. Villám Bandi, a rengeteg fia, népies beszély), a Fővárosi Lapokba (1867. 1869–70.) sat.; politikai cikkeket közölt a Honban (1867. 93. 233. sz.) Később a dramairodalom terén is tett kisérletet. Villám Bandi c. népszinművét elő is adták.